# Chimaeriformes

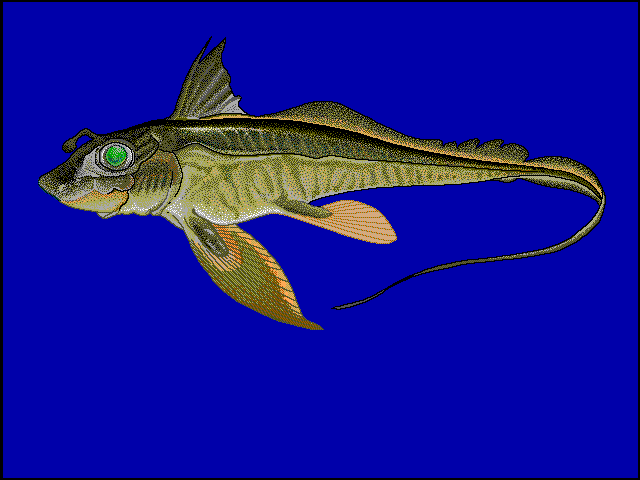
Chimaera monstrosa.

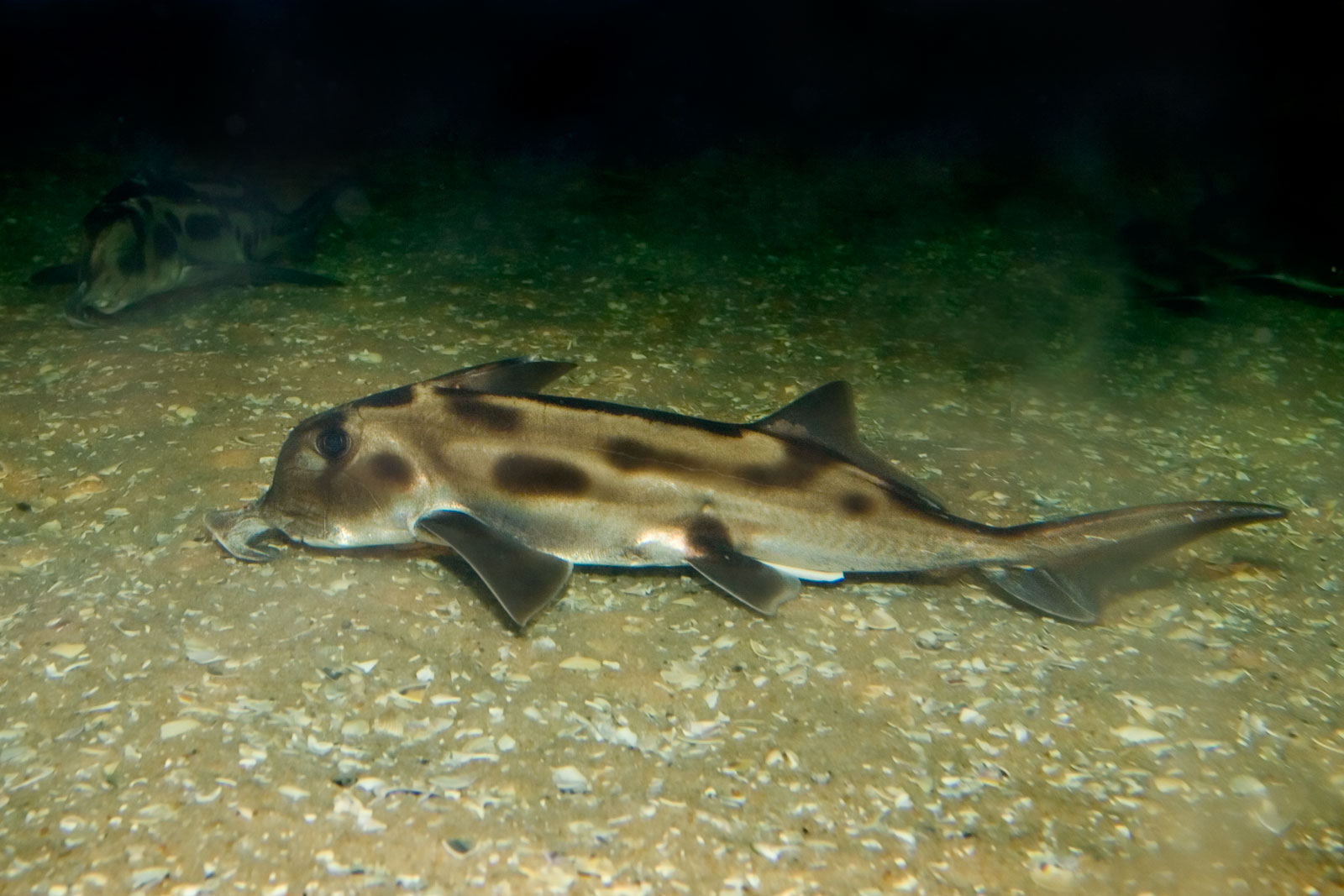
Callorhinchus milii.

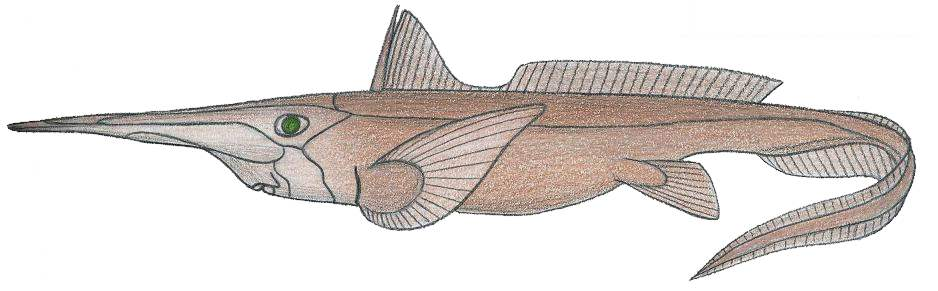
Rhinochimaera atlantica.

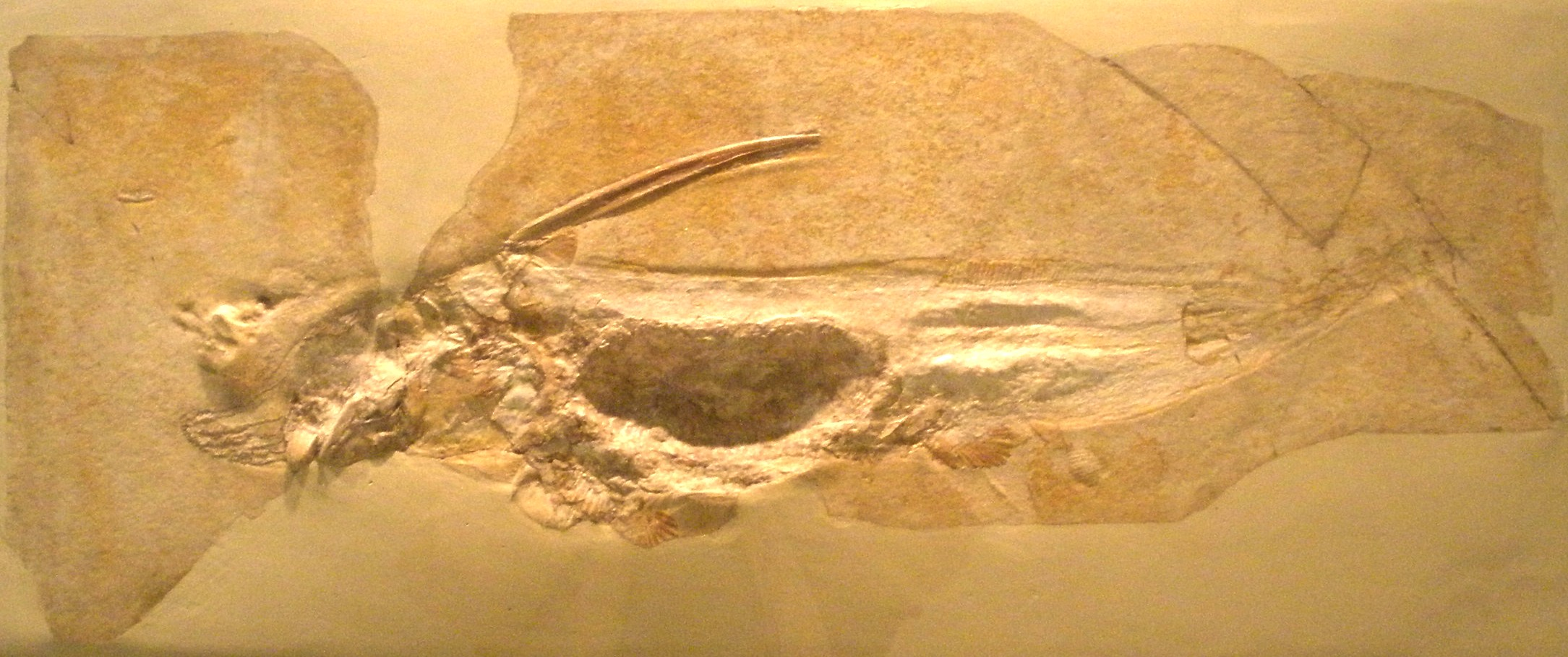
Ischyodus avitus.

Los quimeriformes (Chimaeriformes) son un orden de peces cartilaginosos, el único superviviente de la subclase Holocephali, que incluye las quimeras o tiburones fantasma. La morfología de estos animales se conoce desde finales del Devónico, pero en la actualidad solo sobreviven 47 especies; no obstante, la relación de las formas fósiles con las actuales es aún incierta.

## Características
Su extraño aspecto, en el que se aprecia una gran cabeza protuberante, una boca que se asemeja a la de un conejo y una larga cola que recuerda a la de una rata, les ha valido el nombre de quimeras, que toman del monstruo de la mitología griega formado por partes de diversos animales. Alcanzan tamaños de hasta dos metros, de los cuales la mayor parte corresponden a su desmesurada cola. Una espina venenosa situada delante de la aleta dorsal les permite inyectar veneno a cualquier animal que los ataque.
A diferencia de los tiburones y las rayas, las branquias de la quimera están escondidas por una solapa de piel, análoga al opérculo de los peces óseos. Los adultos carecen de espiráculo circular (que estaría derivado de la primera abertura branquial), presente únicamente de forma temporal en el desarrollo embrionario. Asimismo, la mandíbula superior está fusionada con el resto del cráneo y presentan orificio anal y urogenital separados.

## Historia natural
Se alimentan de moluscos y otros animales del lecho marino. Se reproducen poniendo huevos envueltos en una fina y larga cápsula.

## Taxonomía
La taxonomía de los quimeriformes es la siguiente:
- Suborden Myriacanthoidei †

Delphyodontos †
- Familia Acanthorhinidae †

Acanthorhina †
- Familia Chimaeropsidae †

Chimaeropsis †
- Familia Myriacanthidae †

Myriacanthus †
- Familia Echinochimaeridae †

Echinochimaera †
Marracanthus †
- Suborden Chimaeroidei

- Familia Edaphodontidae †

Edaphodon †
- Grupo: Cartilaginoso

Elasmodectes †
Elasmodus †
Harriotta?
Neoharriotta ?
Rhinochimaera
- Familia Chimaeridae

Belgorodon †
Ichthypriapus †
Ganodus †
Ischyodon †
Ischyodus †
Myledaphus †
Psaliodus †
Similihariotta †
Chimaera
Hydrolagus